# La Révolte des nonnes
 (décembre 2015).
Si vous disposez d'ouvrages ou d'articles de référence ou si vous connaissez des sites web de qualité traitant du thème abordé ici, merci de compléter l'article en donnant les références utiles à sa vérifiabilité et en les liant à la section « Notes et références ».

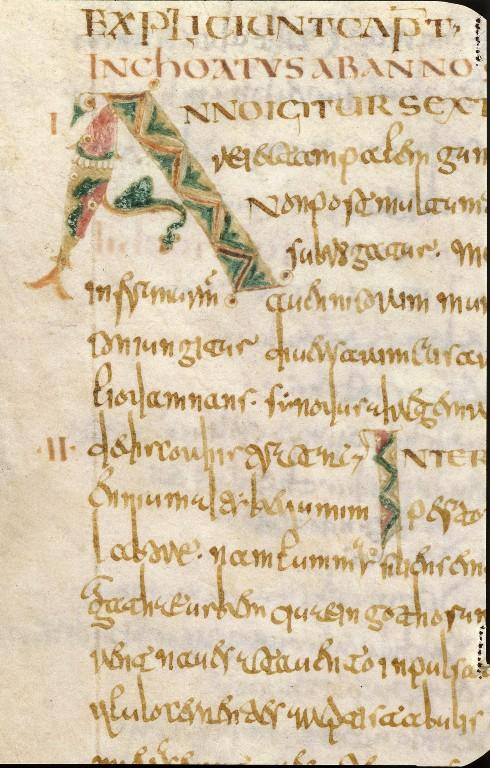
Un folio de lHistoire des Francs de Grégoire de Tours.

La Révolte des nonnes : Poitiers 589 est un roman de Régine Deforges publié en 1981. Il relève du sous-genre littéraire du roman mérovingien.
L’auteure s’est largement inspirée d’un épisode historique français qui s’est déroulé entre 589 et 590 : la révolte des nonnes de Sainte-Croix de Poitiers, relatée par Grégoire de Tours dans son Histoire des Francs.
Le roman de Régine Deforges a fait l'objet d'une adaptation télévisée de Philippe Monnier en 1990 sous le titre L'Enfant des loups.

## Analyse
En 576, le paysan gaulois Romulf trouve dans une forêt de la région de Poitiers, au lieu-dit ‘’La Pierre levée’’, une louve et ses louveteaux jouant avec une enfant de deux ans alors que gisent près de là deux femmes richement vêtues avec une bourse emplie de pierres précieuses et d’un morceau de parchemin portant un texte en langue étrangère. L’homme emmène l’enfant au Couvent de Sainte-Croix fondé par la reine Radegonde de Poitiers. Celle-ci veille à l’éducation de la fillette nommée Vanda comme elle le fait déjà pour les princesses Chrodielde (fille de Caribert Ier) et Basine (fille de Chilpéric Ier).
À l’inverse de ces dernières, Vanda ne sera jamais destinée à devenir nonne et ne prononcera pas ses vœux.  De caractère indépendant – qui s’explique en fin de roman par la découverte de son ascendance –, elle les accompagnera cependant dans la révolte d’une quarantaine de nonnes menée par l’orgueilleuse Chrodielde contre l’abbesse Leubovère, révolte qui se termine par un procès ecclésiastique.   
Le roman évoque une période mouvementée du début de l’histoire de France, les luttes des puissants tant pour le pouvoir temporel que religieux, les aléas climatiques qui provoquent des famines, la peur de la sorcellerie (car Vanda gardera toujours des liens intimes avec la meute de loups qui l’avait recueillie tout bébé),  les mœurs parfois terriblement violentes de l’époque. Il décrit aussi les coutumes vestimentaires, épulaires et médicales de ce temps, l’éducation donnée au monastère, les sentiments de tendresse et d’amour qui illuminent certains personnages, etc., donnant ainsi un aperçu concret de la vie au Haut Moyen Âge.

## Traductions
Le roman a été traduit en allemand (Die Wölfin von Poitiers, 1984, par Sylvia Strasser), en danois (Vanda - nonnernes oprør, 1986, par Benedicte Wern), en portugais (A revolta das freiras, 1989, par Maria Beatriz Rangel Nunes) et en finnois (Nunnien kapina, 1989, par Hanno Vammelvuo).